# Kravari (Bitola)
Kravari (macedónul: Кравари) település Észak-Macedóniában, a Pelagonijai körzet Bitolai járásában.

## Népesség
| Lakosok száma | 158  | 185  | 234  | 536  | 1219 | 1270 | 1208 | 880  | 819  |
|               | 1948 | 1953 | 1961 | 1971 | 1981 | 1991 | 1994 | 2002 | 2021 |

2002-ben 880 lakos volt, akik közül 871 macedón, 7 török, 1 albán, 1 szerb.